# Hikone
Hikone (彦根市?, Hikone-shi) è una città giapponese della prefettura di Shiga. Si trova sulla costa est del Lago Biwa.
Alla data del 1º ottobre 2016, la città conta 113 349 abitanti stimati e una densità di popolazione di 580 persone per km².
L'industria principale di Hikone è la manifattura di Butsudan, tessuti e valvole. La Bridgestone ha un impianto di manifattura di pneumatici qui. Fujitec, Ohmi Railway e Heiwadō (le più grandi catene di supermercati di Shiga) hanno i loro quartieri generali a Hikone.
Nel 2003, si sono tenute delle riunioni per discutere la fusione di Hikone con le città di Toyosato, Kōra e Taga (tutte appartenenti al distretto di Inukami). Un sondaggio condotto dalla città nel febbraio 2004 rivelò che la maggior parte dei cittadini erano contrari alla fusione, e il governo della città accantonò la proposta per il momento.
Diversamente dalla maggior parte del Giappone, il carrom è ancora popolare qui, da che fu introdotto agli inizi del XX secolo.

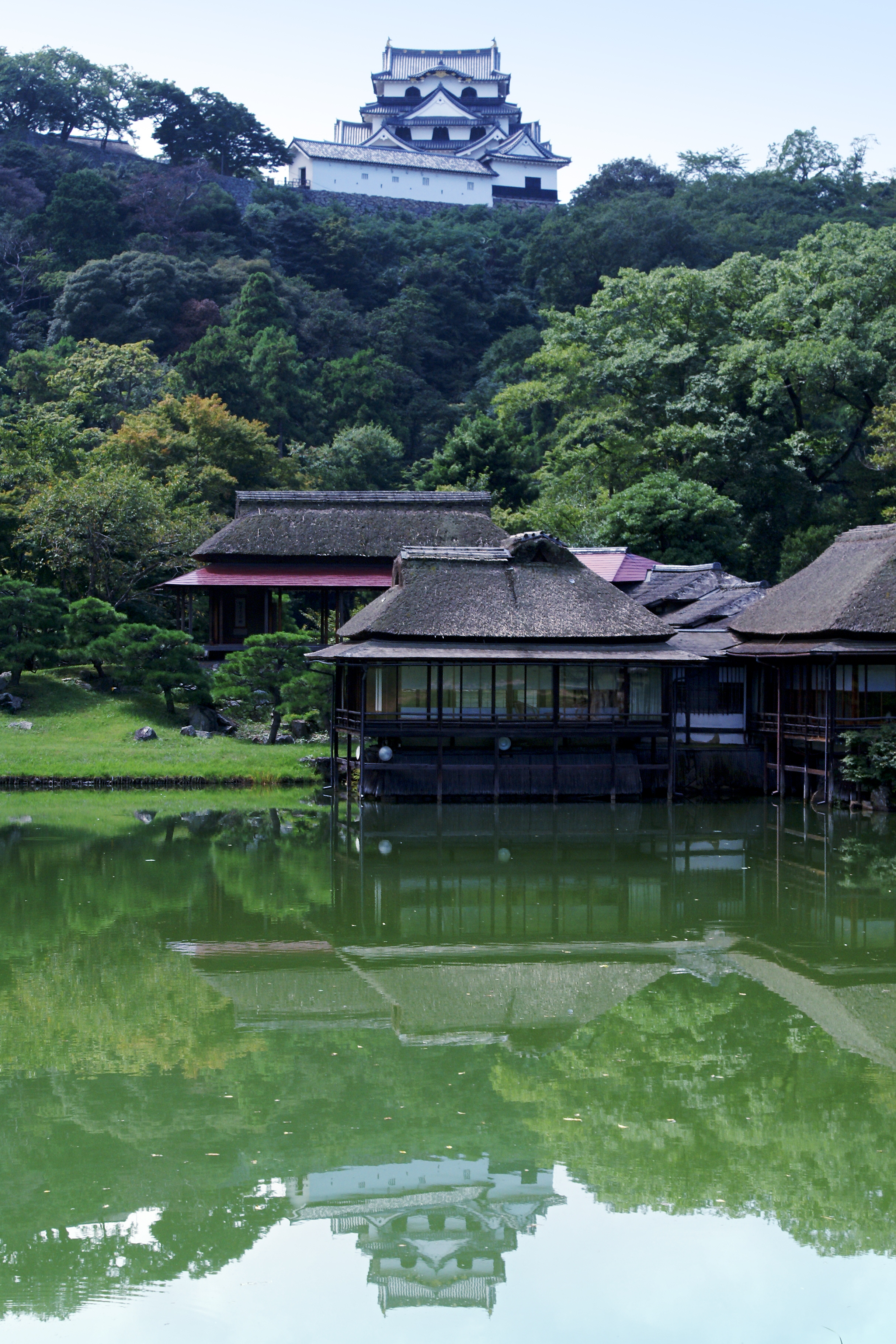
Castello di Hikone

## Storia
Hikone fu originariamente una città mercatale che si sviluppò attorno ad un tempio buddhista. Il tempio si chiamava Hongon-ji e si dice che sia stato fondato nel 1080.
Hikone con i suoi castelli, prima quello di castello di Sawayama e poi quello di Hikone, permetteva il controllo della regione del Kinki, che con le città di Osaka e Kyoto era il nucleo economico e politico dell'intero Giappone. Il castello di Sawayama fu importante caposaldo di Tokugawa Ieyasu durante la battaglia di Sekigahara.